# Lelkowiec krzykliwy
Lelkowiec krzykliwy, lelek krzykliwy (Antrostomus vociferus) – gatunek średniej wielkości ptaka z rodziny lelkowatych (Caprimulgidae), zamieszkującego Amerykę Północną. Znany głównie dzięki dźwięcznemu głosowi. Poluje w nocy na latające owady. Podczas dnia odpoczywa na ziemi lub na konarach drzew.

## Systematyka
Takson ten wcześniej zaliczano do rodzaju Caprimulgus. Obecnie uznaje się go za gatunek monotypowy, dawniej wliczano do niego 5 podgatunków, które w 2010 roku zostały wydzielone do osobnego gatunku o nazwie lelkowiec arizoński (Antrostomus arizonae).

## Zasięg występowania
Zamieszkuje południowo-środkową i południowo-wschodnią Kanadę oraz wschodnio-środkowe i wschodnie USA. Zimuje od południowo-środkowych i południowo-wschodnich USA po Amerykę Centralną.

## Morfologia
WyglądPióra szarobrązowe, podbródek czarny, na gardle widoczna wąska, biała przepaska, skrzydła zaokrąglone. W rogach ogona widoczne duże, białe plamy.
Wymiary
- długość ciała: 22–26 cm[9]
- rozpiętość skrzydeł: 45–48 cm[9]
- masa ciała: 43–64 g[9]

## Ekologia i zachowanie
ŚrodowiskoPreferuje lasy liściaste lub mieszane ze słabo rozwiniętym podszytem lub zupełnym jego brakiem.
LęgiZazwyczaj 2. Nie buduje gniazda; swoje 1–2 jaja składa na ziemi na polanie, w opadłych liściach, często w osłonie podszytu. Inkubacja jaj trwa 19–21 dni. Młode potrafią latać po 15 dniach.
GłosSamiec powtarza gwiżdżące łip, pur-łill. Poza tym krótkie, ostre kłit i rozmaite gruchania, chichoty i syki.

## Status zagrożenia
Międzynarodowa Unia Ochrony Przyrody (IUCN) od 2018 roku uznaje lelkowca krzykliwego za gatunek bliski zagrożenia (NT – Near Threatened), wcześniej miał on status gatunku najmniejszej troski (LC – Least Concern). W 2020 roku organizacja Partners in Flight szacowała liczebność populacji na 1,8 miliona dorosłych osobników. BirdLife International ocenia trend liczebności populacji jako stabilny.
Zagrożony przez utratę biotopów, zatrucia pestycydami, zderzenia z samochodami i drapieżnictwo kotów.